# Синяк сосновый
Синя́к сосно́вый (лат. Echium pininana) — растение; вид рода Синяк семейства Бурачниковые (Boraginaceae).

## Ботаническое описание
Синяк сосновый — дву- или трёхлетняя гигантская трава. Монокарпик. На первом году жизни появляются только листья, впоследствии — цветочная стрелка до 4 м высотой с плотной массой листьев и небольших синих цветов.

## Распространение и экология
Эндемик. Произрастает только на острове Гран-Канария (Канарские острова), в искусственных условиях выращивается в садах Великобритании и Ирландии.
Растёт только в лавровых лесах — монтеверде — на базальтовых скалах.
Известен из трёх местонахождений к северо-востоку от города Лас-Пальмас. В 1972 году в одном местонахождении было найдено всего 2 взрослых экземпляра, а в 1 км от этого места — 35 экземпляров взрослых растений с сеянцами. Во втором местонахождении известно всего несколько экземпляров, а состояние третьего неизвестно..
В связи с сокращением лавровых лесов — естественной среды обитания растения — существует опасность его вымирания. Растение очень декоративно, поэтому уничтожается при переносе молодых растений в сады.

## Практическое использование
Рекомендуется для выращивания в южных морских районах Англии. Есть свидетельства успешного культивирования при благоприятных условиях в средней части Англии и Йоркшире. Некоторые экземпляры были выращены в дублинских садах и в Ирландском национальном ботаническом саду (Гласневин). Ведётся селекционная работа с целью получения более устойчивых форм.